# Théorème de Kummer (coefficients binomiaux)
En mathématiques, le théorème de Kummer donne une formule pour calculer le plus grand exposant d'une puissance d'un nombre premier divisant un coefficient binomial donné. En d'autres termes, il donne la valuation p-adique d'un coefficient binomial. Le théorème porte le nom d'Ernst Kummer, qui l'a démontré dans un article de 1852 .

## Énoncé
Le théorème de Kummer stipule que pour des entiers donnés {\displaystyle n\geqslant k\geqslant 0} et un nombre premier {\displaystyle p}, la valuation p-adique {\displaystyle v_{p}\left({\tbinom {n}{k}}\right)} est égale au nombre de retenues effectuées lors de l'addition de {\displaystyle k} et {\displaystyle l=n-k} en base p.
Une formulation équivalente du théorème est la suivante :
Le développement de l'entier {\displaystyle n} en base {\displaystyle p} étant {\displaystyle n_{0}+n_{1}p+n_{2}p^{2}+\cdots +n_{r}p^{r}}, soit {\displaystyle s_{p}(n)=n_{0}+n_{1}+\cdots +n_{r}} la somme de ses chiffres. Alors
{\displaystyle v_{p}\left({\binom {n}{k}}\right)={\dfrac {s_{p}(k)+s_{p}(l)-s_{p}(n)}{p-1}}.}
Cette dernière expression s'obtient en écrivant {\displaystyle {\tbinom {n}{k}}} sous la forme {\displaystyle {\tfrac {n!}{k!\,l!}}} et en utilisant la formule de Legendre: {\displaystyle v_{p}(n!)={\tfrac {n-s_{p}(n)}{p-1}}}.

### Exemples
Pour calculer la plus grande puissance de 2 en divisant le coefficient binomial {\displaystyle {\tbinom {10}{3}}} on écrit k = 3 et l = n − k = 7 en base p = 2 : 3 = 112 et 7 = 1112 . Réaliser l'addition 112 + 1112 = 10102 en base 2 nécessitant trois retenues, la plus grande puissance de 2 qui divise {\displaystyle {\tbinom {10}{3}}=120=2^{3}\cdot 15} est 23 .
Avec la deuxième expression, comme {\displaystyle s_{2}(3)=1+1=2}, {\displaystyle s_{2}(7)=1+1+1=3}, et {\displaystyle s_{2}(10)=1+0+1+0=2}, on obtient :
{\displaystyle v_{2}\left({\binom {10}{3}}\right)={\dfrac {s_{2}(3)+s_{2}(7)-s_{2}(10)}{2-1}}={\dfrac {2+3-2}{2-1}}=3.}

## Applications
On déduit de la première forme du théorème que {\displaystyle {\tbinom {n}{k}}} est non multiple de {\displaystyle p} si et seulement si la somme de deux chiffres de même rang dans les expressions en base {\displaystyle p} de {\displaystyle k} et {\displaystyle l=n-k} ne dépasse jamais {\displaystyle p-1}. 
De manière équivalente, {\displaystyle {\tbinom {n}{k}}} est multiple de {\displaystyle p} si et seulement si au moins un chiffre de {\displaystyle k} en base p est strictement plus grand que le chiffre correspondant de {\displaystyle n}. 
En particulier, {\displaystyle \textstyle {n \choose k}} est impair si et seulement si les expressions binaires de {\displaystyle k} et {\displaystyle l=n-k} ne présentent jamais deux 1 au même rang.
Si {\displaystyle \textstyle {n \choose k}} est pair, {\displaystyle n} possède donc forcément un chiffre binaire égal à 0, et par contraposée, si {\displaystyle n} a tous ses chiffres égaux à 1, autrement dit si {\displaystyle n=2^{m}-1}, tous les {\displaystyle \textstyle {n \choose k}} sont impairs.

## Généralisation aux coefficients multinomiaux
Le théorème de Kummer peut être généralisé aux coefficients multinomiaux {\displaystyle {\tbinom {n}{k_{1},\ldots ,k_{m}}}={\tfrac {n!}{k_{1}!\cdots k_{m}!}}} comme suit :
{\displaystyle v_{p}\left({\binom {n}{k_{1},\ldots ,k_{m}}}\right)={\dfrac {1}{p-1}}\left({\Bigl (}\sum _{i=1}^{m}s_{p}(k_{i}){\Bigr )}-s_{p}(n)\right).}